# THE IDOLM@STER LIVE THE@TER PERFORMANCE
'THE IDOLM@STER LIVE THE@TER PERFORMANCE' (아이돌마스터 라이브 시어터 퍼포먼스)는 2013년 4월 24일부터 2014년 4월 30일까지 Lantis에서 발매된 캐릭터 송 CD 시리즈이다.

## 개요
소셜 게임 THE IDOLM@STER MILLION LIVE!의 캐릭터 송 시리즈. 01은 본작의 테마 송인 'Thank You!'가 수록되고 있어 싱글 형식이다. 02 이후는 앨범 형식이 되어 매월 4~5명씩 캐릭터가 출연해, 드라마 파트와 4~5명의 솔로곡과 유닛곡이 들어가 있다. 02 이후의 재킷 일러스트는 애니메이션 스태프가 담당하였다.

## 01 Thank You!
2013년 4월 24일 발매. 'MILLION LIVE!'의 테마 송인 'Thank You!'의 버전 차이 3곡과 가라오케를 수록.
구입자 특전으로서 시죠 타카네, 타카츠키 야요이, 카스가 미라이 (모두 SR)의 CD한정 디자인 카드의 어느 한 장을 선택해 입수할 수 있는 일련 번호, 'THE IDOLM@STER 8 th ANNIVERSARY HOP!  STEP!! FESTIV@L!!!'의 티켓 선행 신청 접수 용지가 봉입되었다.
수록곡
1. Thank You! 
가: 765 MILLIONSTARS
작사: NBSI(모모키에이지), 작곡·편곡: NBSI(사토 타카후미)
2. Thank You!(765PRO ver.) 
가: 765 PRO ALLSTARS
3. Thank You!(765THEATER ver.) 
가: 765 THEATER ALLSTARS
4. Thank You!(Off Vocal)

## 02
2013년 5월 29일 발매. 테마는 '정통파 아이돌'로, 출연자는 아마미 하루카, 텐쿠바시 토모카, 나나오 유리코, 하코자키 세리카, 모가미 시즈카의 5명. 쟈켓 일러스트는 아메미야 아키라.
수록곡
1. 드라마 파트 1 '765 라이브 시어터 개막!'
2. 반짝이는 진행형
가: 아마미 하루카(나카무라 에리코)
작사: rino, 작곡·편곡: 타카다 아키라
3. 드라마 파트 2 '스테이지 퍼포먼스~아마미 하루카의 경우~'
4. 투명한 프롤로그
가: 나나오 유리코(이토 미쿠)
작사: 메아리 사오리, 작곡·편곡: 와카바야시 미츠루
5. 드라마 파트 3 '스테이지 퍼포먼스~나나오 유리코의 경우~'
6. 두근거림의 음표가 되어
가: 하코자키 세리카(아사쿠라 모모)
작사: rino, 작곡·편곡: 오카모토 다케시개
7. 드라마 파트 4 '스테이지 퍼포먼스~하코자키 세리카의 경우~'
8. Maria Trap
가: 텐쿠바시 토모카(코이와이 코토리)
작사:  ZAQ, 작곡·편곡: 미우라 세이지
9. 드라마 파트 5 '스테이지 퍼포먼스~텐쿠바시 토모카의 경우~'
10. Precious Grain
가: 모가미 시즈카(타도코로 아즈사)
작사: 마츠이 요헤, 작곡·편곡: 사사키 유타카
11. 드라마 파트 6 '스테이지 퍼포먼스~모가미 시즈카의 경우~'
12. Legend Girls!! 
가: 아마미 하루카(나카무라 에리코), 텐쿠바시 토모카(코이와이 코토리), 나나오 유리코(이토 미쿠), 하코자키 세리카(아사쿠라 모모), 모가미 시즈카(타도코로 아즈사)
작사: 메아리 사오리, 작곡·편곡: 백호우보
13. 보너스 드라마 '분장실 토크'

## 03
2013년 6월 26일 발매. 테마는 '건강!용기!'로, 출연자는 가나하 히비키, 카스가 미라이, 토요카와 후카, 모치즈키 안나, 요코야마 나오의 5명. 쟈켓 일러스트는 코노 에미.
수록곡
1. 드라마 파트 1 '765 라이브 시어터 개막!
2. 멋진 기적
가: 카스가 미라이(야마자키 하루카)
작사·작곡·편곡: 오카모토 다케시개
3. 드라마 파트 2 '스테이지 퍼포먼스~카스가 미라이의 경우~'
4. 해피☆럭키☆제트 머신
가: 요코야마 나오(와타나베 유이)
작사: 유키들공주인가, 작곡: 에나미 테츠시, 편곡: 사사키 유타카
5. 드라마 파트 3 '스테이지 퍼포먼스~요코야마 나오의 경우~'
6. Happy Darling
가: 모치즈키 안나(나츠카와 시이나)
작사: rino, 작곡·편곡: 야마모토 유우수케
7. 드라마 파트 4 '스테이지 퍼포먼스~모치즈키 안나의 경우~'
8. 오렌지의 하늘 아래
가: 토요카와 후우카(스에가라 리에)
작사: 메아리 사오리, 작곡: 오카모토 다케시개, 편곡: 모리야 사토시기
9. 드라마 파트 5 '스테이지 퍼포먼스~토요카와 후우카의 경우~'
10. Rebellion
가: 가나하 히비키(누마쿠라 마나미)
작사: ZAQ, 작곡: 마에야마 쓰루타 타케시1, 편곡: 이시이 켄타로
11. 드라마 파트 6 '스테이지 퍼포먼스~가나하 히비키의 경우~'
12. PRETTY DREAMER
가: 가나하 히비키(누마쿠라 마나미), 카스가 미라이(야마자키 하루카), 토요카와 후우카(스에가라 리에), 모치즈키 안나(나츠카와 시이나), 요코야마 나오(와타나베 유이)
작사: 메아리 사오리, 작곡·편곡: 화살따오기 츠카사 (Arte Refact)
13. 보너스 드라마 '분장실 토크'

## 04
2013년 7월 31일 발매. 테마는 '신세대 가희들의 향연'으로, 출연자는 키사라기 치하야, 키타자와 시호, 타나카 코토하, 토코로 메구미의 4명. 쟈켓 일러스트는 오노다 마사인.
수록곡
1. 드라마 파트 1 '765 라이브 시어터 개막·1시간전'
2. 드라마 파트 2 '765 라이브 시어터 개막!'
3. 애프터 스쿨 파xl 타임
가: 토코로 메구미(후지이 유키요)
작사: ZAQ, 작곡·편곡: 마스타니 켄
4. 드라마 파트 3 '스테이지 퍼포먼스~토코로 메구미의 경우~'
5. 아침 놀의 크레센도
가: 타나카 코토하(타네다 리사)
작사: 메아리 사오리, 작곡·편곡: 마츠다 아키라인
6. 드라마 파트 4 '스테이지 퍼포먼스~타나카 코토하의 경우~'
7. 라이아 루즈
가: 키타자와 시호(아마미야 소라)
작사: 마츠이 요헤, 작사·편곡: 서첨건(Arte Refact)
8. 드라마 파트 5 '스테이지 퍼포먼스~키타자와 시호의 경우~'
9. Snow White
가: 키사라기 치하야(이마이 아사미)
작사: 모리 유리코, 작곡: rino, 편곡: 마스다 타케시
10. 드라마 파트 6 '스테이지 퍼포먼스~키사라기 치하야의 경우~'
11. Blue Symphony
가: 키사라기 치하야(이마이 아사미), 키타자와 시호(아마미야 소라), 타나카 코토하(타네다 리사), 토코로 메구미(후지이 유키요)
작사: 메아리 사오리, 작곡·편곡: 야마구치 아키라언
12. 보너스 드라마 '분장실 토크'

## 05
2013년 8월 28일 발매. 테마는 '멋·팝·아이돌'로, 출연자는 미나세 이오리, 에밀리 스튜어트, 마카베 미즈키, 모모세 리오의 4명. 쟈켓 일러스트는 산노미야 아키라태.
수록곡
1. 드라마 파트 1 '765 라이브 시어터 개막~1시간전'
2. 드라마 파트 2 '765 라이브 시어터 개막!'
3. 미소 날씨
가: 에밀리 스튜어트(카하라 유우)
작사·작곡: rino, 편곡: 후쿠토미 마사유키
4. 드라마 파트 3 '스테이지 퍼포먼스~에밀리 스튜어트의 경우~'
5. POKER POKER
가: 마카베 미즈키(아베 리카)
작사: 마츠이 요헤, 작곡·편곡: 하시모토 유카리
6. 드라마 파트 4 '스테이지 퍼포먼스~마카베 미즈키의 경우~'
7. Be My Boy
가: 모모세 리오(야마구치 리카코)
작사: mavie, 작곡·편곡:  KOH
8. 드라마 파트 5 '스테이지 퍼포먼스~모모세 리오의 경우~'
9. 프라이베이트 로드 쇼(playback, Weekday) 
가: 미나세 이오리(쿠기미야 리에)
작사: 마츠이 요헤, 작곡·편곡: 마츠다 아키라인
10. 드라마 파트 6 '스테이지 퍼포먼스~미나세 이오리의 경우~'
11. Sentimental Venus
가: 미나세 이오리(쿠기미야 리에), 에밀리 스튜어트(카하라 유우), 마카베 미즈키(아베 리카), 모모세 리오(야마구치 리카코)
작사: 메아리 사오리, 작곡: rino, 편곡: 세끼노원규
12. 보너스 드라마 '분장실 토크'

## 06
2013년 9월 25일 발매. 테마는 '뷰티&스타일리시'로, 출연자는 호시이 미키, 이부키 츠바사, 키타카미 레이카, 줄리아의 4명. 쟈켓 일러스트는 Ryota-H.
수록곡
1. 드라마 파트 1 '765 라이브 시어터 개막~1시간전'
2. 드라마 파트 2 '765 라이브 시어터 개막!'
3. 사랑의 Lesson 초급편
가: 이부키 츠바사(Machico)
작사: 메아리 사오리, 작곡·편곡:  nyanyannya (Team.고양이나[고양이])
4. 드라마 파트 3 '스테이지 퍼포먼스~이부키 츠바사의 경우~'
5. FIND YOUR WIND! 
가: 키타카미 레이카(히라야마 에미)
작사: 마츠이 요헤, 작곡·편곡: 나카츠찌지박
6. 드라마 파트 4 '스테이지 퍼포먼스~키타카미 레이카의 경우~'
7. 추억의 샌드 글래스
가: 호시이 미키(하세가와 아키코)
작사: ZAQ, 작곡·편곡: 타카다 아키라
8. 드라마 파트 5 '스테이지 퍼포먼스~호시이 미키의 경우~'
9. 유성군
가: 줄리아( 테라카와 아이미)
작사: 너코, 작곡·편곡: 쿠로스 카츠히코
10. 드라마 파트 6 '스테이지 퍼포먼스~줄리아의 경우~'
11. Marionette은 잠들지 않아
가: 호시이 미키(하세가와 아키코), 이부키 츠바사(Machico), 키타카미 레이카(히라야마 에미), 줄리아(테라카와 아이미)
작사: 메아리 사오리, 작곡·편곡: 타카다 아키라
12. 보너스 드라마 '분장실 토크'

## 07
2013년 10월 30일 발매. 테마는 '보컬&엘레강스'로, 출연자는 미우라 아즈사, 시노미야 카렌, 타카야마 사요코, 후쿠다 노리코의 4명. 쟈켓 일러스트는 요코야마따라.
수록곡
1. 드라마 파트 1 '765 라이브 시어터 개막~1주일전'
2. 드라마 파트 2 '765 라이브 시어터 개막!'
3. 마이 페이스☆마이 웨이
가: 후쿠다 노리코(하마자키 나나)
작사: 마츠이 요헤, 작곡·편곡: 마스타니 켄
4. 드라마 파트 3 '스테이지 퍼포먼스~후쿠다 노리코의 경우~'
5. 네 생각 Birthday
가: 타카야마 사요코(코마가타 유리)
작사: rino, 작곡·편곡: 후쿠토미 마사유키
6. 드라마 파트 4 '스테이지 퍼포먼스~타카야마 사요코의 경우~'
7. 작은 사랑의 발소리
가: 시노미야 카렌(콘도 유이)
작사: 메아리 사오리, 작곡·편곡: 타카다 아키라
8. 드라마 파트 5 '스테이지 퍼포먼스~시노미야 카렌의 경우~'
9. 한탄의 FRACTION
가: 미우라 아즈사(타카하시 치아키)
작사·작곡: 후지모토기자, 편곡: 후쿠토미 마사유키
10. 드라마 파트 6 '스테이지 퍼포먼스~미우라 아즈사의 경우~'
11. 바뀌지 않는 것
가: 미우라 아즈사(타카하시 치아키), 시노미야 카렌(콘도 유이), 타카야마 사요코(코마가타 유리), 후쿠다 노리코(하마자키 나나)
작사: 메아리 사오리, 작곡: 후지모토기자, 편곡: 후쿠토미 마사유키
12. 보너스 드라마 '분장실 토크'

## 08
2013년 11월 27일 발매. 테마는 '업으로 큐트!'로, 출연자는 타카츠키 야요이, 오오가미 타마키, 나카타니 이쿠, 야부키 카나의 4명. 쟈켓 일러스트는 와타나베 케이스케.
수록곡
1. 드라마 파트 1 '765 라이브 시어터 개막~10일전'
2. 드라마 파트 2 '765 라이브 시어터 개막!'
3. 호프♪스텝♪레인보우
가: 오오가미 타마키(이나카와 에리)
작사: 마츠이 요헤, 작곡: 미와 토모야, 편곡: 탄조토모히로
4. 드라마 파트 3 '스테이지 퍼포먼스~오오가미 타마키의 경우~'
5. 굿 데이 선샤인! 
가: 나카타니 이쿠(하라시마 아카리)
작사: 마츠이 요헤, 작곡·편곡: 야히로 하루나, 편곡: kanadeYUK, 현악기 어레인지: 사토 히로시
6. 드라마 파트 4 '스테이지 퍼포먼스~나카타니 이쿠의 경우~'
7. 오리지널 소리가 되어
가: 야부키 카나(키도 이부키)
작사: rino, 작곡·편곡: 세끼노원규
8. 드라마 파트 5 '스테이지 퍼포먼스~야부키 카나의 경우~'
9. 하트 워밍
가: 타카츠키 야요이(니고 마야코)
작사: 아트미사오리, 작곡·편곡: kanadeYUK
10. 드라마 파트 6 '스테이지 퍼포먼스~타카츠키 야요이 것 경우~'
11. Good-Sleep, Baby♡
가: 타카츠키 야요이(니고 마야코), 오오가미 타마키(이나카와 에리), 나카타니 이쿠(하라시마 아카리), 야부키 카나(키도 이부키)
작사: 메아리 사오리, 작곡·편곡: 카와노 카츠히로
12. 보너스 드라마 '분장실 토크'

## 09
2013년 12월 25일 발매. 테마는 '건강하게 응원!'으로, 출연자는 아키즈키 리츠코, 키노시타 히나타, 사타케 미나코, 마츠다 아리사의 4명. 쟈켓 일러스트는 고토 노조무.
수록곡
1. 드라마 파트 1 '765 라이브 시어터 개막~3일전'
2. 드라마 파트 2 '765 라이브 시어터 개막!'
3. Hello 협주곡
가: 아키즈키 리츠코(와카바야시 나오미) , 키노시타 히나타(타무라 나오) , 사타케 미나코(오오제키 에리) , 마츠다 아리사(무라카와 리에)
작사: 메아리 사오리, 작곡: 마스타니 켄, 편곡: 오사다 나오유키
4. 드라마 파트 3 '스테이지 퍼포먼스~사타케 미나코의 경우~'
5. 스마일 가장
가: 사타케 미나코(오오제키 에리)
작사: rino, 작곡·편곡: 사이트우요시히로
6. 드라마 파트 4 '스테이지 퍼포먼스~키노시타 히나타의 경우~'
7. 저기, 듣고 싶은 것이 있어
가: 키노시타 히나타(타무라 나오)
작사·작곡: 후지모토기자, 편곡: 후쿠토미 마사유키
8. 드라마 파트 5 '스테이지 퍼포먼스~마츠다 아리사의 경우~'
9. 초↑건강 Show☆아이돌 ch@ng! 
가: 마츠다 아리사(무라카와 리에)
작사: 마츠이 요헤, 작곡·편곡: 버그 베어
10. 드라마 파트 6 '스테이지 퍼포먼스~아키즈키 리츠코의 경우~'
11. GREEDY GIRL
가: 아키즈키 리츠코(와카바야시 나오미)
작사·작곡: 후지모토기자, 편곡: 후쿠토미 마사유키
12. 보너스 드라마 '발사 토크 IN사타케 주방'

## 10
2014년 1월 29일 발매. 테마는 '미스테리어스한 윈터 송'으로, 출연자는 시죠 타카네, 코사카 우미, 토쿠가와 마츠리, 미야오 미야의 4명. 드라마 파트에만 오토나시 코토리 (타키타 쥬리)도 출연하고 있다. 쟈켓 일러스트는 요코이 마사후미.
수록곡
1. 드라마 파트 1 '어떤 사무원의 호기심'
2. 드라마 파트 2 '축제공주와 유쾌한 동료들에 의해요 다호-파-라고 -개막'
3. 축제 일루미네이션
가: 토쿠가와 마츠리(스와 아야카)
작사·작곡: 마츠이 요헤, 편곡: 세끼노원규
4. 드라마 파트 3 '스테이지 퍼포먼스~코사카 우미의 경우~'
5. 마음☆엑서사이즈
가: 코사카 우미(우에다 레이나)
작사: 카라사와 미호, 작곡·편곡: 판자 울타리 유스케
6. 드라마 파트 4 '스테이지 퍼포먼스~미야오 미야의 경우~'
7. 해피~효과! 
가: 미야오 미야(키리타니 쵸쵸)
작사: 마츠이 요헤, 작곡·편곡: 버그 베어
8. 드라마 파트 5 '스테이지 퍼포먼스~시죠 타카네의 경우~'
9. 연화
가: 시죠 타카네(하라 유미)
작사: 후지모토기자, 작곡·편곡: 후쿠토미 마사유키
10. 드라마 파트 6 '스테이지 퍼포먼스~토쿠가와 마츠리의 경우~'
11. 눈동자 안의 시리우스
가: 시죠 타카네(하라 유미), 코사카 우미(우에다 레이나), 토쿠가와 마츠리(스와 아야카), 미야오 미야(키리타니 쵸쵸)
작사: 메아리 사오리, 작곡·편곡: 노이양아
12. 보너스 드라마 '축제공주와 유쾌한 동료들에 의해요 다호-파-라고 -폐막'

## 11
2014년 2월 26일 발매. 테마는 '댄서블한 스포티 유닛'으로, 출연자는 키쿠치 마코토, 후타미 마미, 시마바라 엘레나, 마이하마 아유무의 4명.
수록곡
1. 드라마 파트 1 '765 라이브 시어터 개막~1주일전'
2. 드라마 파트 2 '765 라이브 시어터 개막!'
3. 구상은 Carnaval
가: 시마바라 엘레나(카쿠모토 아스카)
작사: 배 유카. , 작곡: 요시카와주, 편곡: 백호우보
4. 드라마 파트 3 '스테이지 퍼포먼스~시마바라 엘레나의 경우~'
5. Get My Shinin＇
가: 마이하마 아유무(토다 메구미)
작사: 이소야가강, 작곡·편곡: 세끼노원규
6. 드라마 파트 4 '스테이지 퍼포먼스~마이하마 아유무의 경우~'
7. FLY TO EVERYWHERE
가: 키쿠치 마코토(히라타 히로미)
작사: 마츠이 요헤, 작곡: 이시이 신앙, 편곡: 와카바야시 미츠루
8. 드라마 파트 5 '스테이지 퍼포먼스~키쿠치진정한 경우~'
9. DETECTIVE HIGH!  ~사랑 탐정 이야기~
가: 후타미 마미(시모다 아사미)
작사: 마츠이 요헤, 작곡·편곡: 이시이 켄타로
10. 드라마 파트 6 '스테이지 퍼포먼스~후타미 마미의 경우~'
11. Fu-Wa-Du-Wa
작사: 메아리 사오리, 작곡·편곡: 세끼노원규
가: 키쿠치 마코토(히라타 히로미), 후타미 마미(시모다 아사미), 시마바라 엘레나(카쿠모토 아스카), 마이하마 아유무(토다 메구미)
12. 보너스 드라마 '765 라이브 시어터 폐막'

## 12
2014년 3월 26일 발매. 테마는 '안타깝게 사랑스러운 진지함계 유닛'으로, 출연자는 하기와라 유키호, 스오우 모모코, 니카이도 치즈루, 한다 로코 (로코)의 4명.
수록곡
1. 드라마 파트 1 '765 라이브 시어터 개막~1주일전'
2. 드라마 파트 2 '765 라이브 시어터 개막!'
3. IMPRESSION→LOCOMOTION! 
가: 로코(나카무라 아츠키)
작사: 마츠이 요헤, 작곡·편곡: 타니지마 슌
4. 드라마 파트 3 '스테이지 퍼포먼스~로코의 경우~'
5. 연정 가면
가: 니카이도 치즈루(노무라 카나코)
작사: 카라사와 미호, 작곡·편곡: 마스타니 켄
6. 드라마 파트 4 '스테이지 퍼포먼스~니카이도 치즈루의 경우~'
7. 허밍 로드
가: 하기와라 유키호(아사쿠라 아즈미)
작사: ZAQ, 작곡: KanadeYUK, 편곡: KanadeYUK
8. 드라마 파트 5 '스테이지 퍼포먼스~하기와라 유키호의 경우~'
9. 데코레이션 드리~밍♪
가: 스오우 모모코(와타나베 케이코)
작사: 마츠이 요헤, 작곡: 마스타니 켄, 편곡: 오사다 나오유키
10. 드라마 파트 6 '스테이지 퍼포먼스~스오우 모모코의 경우~'
11. 마음이 돌아가는 장소
가: 하기와라 유키호(아사쿠라 아즈미), 스오우 모모코(와타나베 케이코), 니카이도 치즈루(노무라 카나코), 로코(나카무라 아츠키)
작사: 메아리 사오리, 작곡·편곡: 타카다 아키라
12. 보너스 드라마 '765 라이브 시어터 폐막'

## 13
2014년 4월 30일 발매. 테마는 '장난스럽게 하체메체인 아게아게 유닛'으로, 출연자는 후타미 아미, 노노하라 아카네, 나가요시 스바루, 바바 코노미의 4명.
수록곡
1. 드라마 파트 1 '765 라이브 시어터 개막~1주일전'
2. 드라마 파트 2 '765 라이브 시어터 개막!'
3. Heart♡·데이즈·Night☆
가: 노노하라 아카네(오가사와라 사키)
작사: 마츠이 요헤, 작곡·편곡: 버그 베어
4. 드라마 파트 3 '스테이지 퍼포먼스~노노하라 아카네의 경우~'
5. 미소지어서, 눈치챘어. 
가: 후타미 아미(시모다 아사미)
작사: 마츠이 요헤, 작곡·편곡: 마스타니 켄
6. 드라마 파트 4 '스테이지 퍼포먼스~후타미 아미의 경우~'
7. dear... 
가: 바바 코노미(타카하시 미나미)
작사·작곡·편곡: KOH
8. 드라마 파트 5 '스테이지 퍼포먼스~바바 코노미의 경우~'
9. Beginner' s☆스트라이크
가: 나가요시 스바루(사이토 유카)
작사: 카라사와 미호, 작곡·편곡: 오노 타카미츠
10. 드라마 파트 6 '스테이지 퍼포먼스~나가요시 스바루의 경우~'
11. Big 벌룬◎
가: 후타미 아미(시모다 아사미), 나가요시 스바루(사이토 유카), 노노하라 아카네(오가사와라 사키), 바바 코노미(타카하시 미나미)
작사: 메아리 사오리, 작곡·편곡: 타카다 아키라
12. 보너스 드라마 '765 라이브 시어터'
13. Thank You!
가: 카스가 미라이(야마자키 하루카), 모가미 시즈카(타도코로 아즈사), 이부키 츠바사(Machico)
작사: NBSI(모모키 에이지), 작곡·편곡: NBSI(사토 타카후미)

### 내용주
1. ↑  MILLION LIVE!'에 출연하고 있는 50명 전원.
2. ↑  하루카·미키·치하야·야요이·유키호·마코토·아미/마미·이오리·아즈사·타카네·히비키·리츠코의 13명.
3. ↑  765 MILLIONSTARS에서 765 PRO ALLSTARS를 제외한 37명.